# Peruštica
 Peruštica (bulharsky Перущица) je město ležící ve středním Bulharsku, na severovýchodním úpatí Západních Rodopů. Je správním střediskem a zároveň jediným sídlem stejnojmenné obštiny a má přibližně 5 000 obyvatel.

## Historie
Peruštica je starobylé sídlo, které je doloženo vykopávkami od 7. tisíciletí př. n. l. V té době vzniklo sídliště poblíž vývěru, který se nachází 1,5 km od dnešního centra. Sídlo se udrželo asi 5 tisíc let od mladší doby kamenné až do doby bronzové v 1. tisíciletí př. n. l. Další sídliště zde vzniklo v 6. století př. n. l. a to bylo později, až do začátku římského období v 1. století, osídleno Thráky. Po nich se tu dochovalo 29 pohřebních mohyl. Z antiky je datováno mnoho nálezů, nicméně nejcennější je raně křesťanský kostel ze 4. století, dnes nazývaný Červena cărkva.
Současné město odvozuje svůj vznik od středověké pevnosti Dragovec. Tato pevnost byla značně rozlehlá a dodnes byla odkryta její necelá čtvrtina, přičemž Červena cărkva je její součástí. V okolí této pevnosti se nalézalo několik menších pevností, z nichž jedna se nazývala Perestica a toto jméno se později přeneslo na zdejší sídlo. Je prokázáno, že jméno je odvozeno od slovanského boha Peruna. Pevnosti vytvářely severorodopský obranný pás a v období srážek mezi druhou bulharskou říší a Byzancí patřily střídavě té, či oné straně. Na konci období druhé bulharské říše byl založen zdejší klášter svatého Theodora.
Osmanská říše dobyla zdejší kraj v roce 1364 a místní pevnosti byly následně pobořeny na příkaz paši Laly Şahina. Přes snahy město islamizovat, zůstalo obyvatelstvo pravoslavné a vesměs bulharské. Jako jeden z důvodů se uvádí, že se město stalo v 15. století útočištěm bulharských uprchlíků z Albánie a Epiru. Místní křesťané se stali terčem krdžalijů, kteří město v roce 1794 vypálili. Bulharské obrození začalo přinášet výsledky v roce 1847, kdy byl postaven kostel archandělů Michaela a Gabriela a při něm zřízena škola. V roce 1853 byla založena dívčí škola a zároveň jedna z prvních smíšených škol na území dnešního Bulharska. V roce 1869 zde Vasil Levski založil bulharský revoluční výbor, který pracoval až do roku 1876, kdy se město přidalo k Dubnovému povstání. Nicméně po týdenním odporu město padlo a turecká armáda zde zmasakrovala přes 300 obyvatel (dětí, žen a starců), kteří se ukryli ve zdejším kostele. Město bylo následně vypáleno a ohni podlehlo 350 domů; ze dvou tisíc původních obyvatel jich zde zůstalo 150. Peruštica byla osvobozena za rusko-turecké války 3. ledna 1878 a stala se součástí Východní Rumélie a později Bulharska.
V 20. století se město rozvinulo ve významné hospodářské centrum spojené především s potravinářským, později též s elektrotechnickým průmyslem. 

## Obyvatelstvo
K 15. září 2024 ve městě žilo 4 966 obyvatel a bylo zde trvale hlášeno 5 065 obyvatel. Podle sčítání 1. února 2011 bylo národnostní složení následující:
- Bulhaři: 3 358 (67.9 %)
- Romové: 1 552 (31.4 %)
- Turci: 7 (0.1 %)
- ostatní[p 2]: 30 (0.6 %)